# Anemoneae
Anemoneae es una tribu de plantas de la familia Ranunculaceae que tiene los siguientes géneros.

## Géneros
- Anemonastrum
- Anemone
- Archiclematis
- Barneoudia
- Clematis
- Eriocapitella
- Hepatica
- Metanemone
- Naravelia
- Oreithales
- Pulsatilla